# Philoceanus
Philoceanus är ett släkte av insekter. Philoceanus ingår i familjen fjäderlöss.
Kladogram enligt Catalogue of Life:
| Philoceanus | \| \| Philoceanus fasciatus \| \| \| \| \| \| Philoceanus garrodiae \| \| \| \| \| \| Philoceanus robertsi \| \| \| \| |
|             | \| \| Philoceanus fasciatus \| \| \| \| \| \| Philoceanus garrodiae \| \| \| \| \| \| Philoceanus robertsi \| \| \| \| |
|             | Philoceanus fasciatus                                                                                                  |
|             | |
|             | Philoceanus garrodiae                                                                                                  |
|             | |
|             | Philoceanus robertsi                                                                                                   |
|             | |